# Pleuroprucha numitoria
Pleuroprucha numitoria là một loài bướm đêm trong họ Geometridae.